# Non-resident Indian
Non Resident Indian (NRI) är en person med indiskt medborgarskap som emigrerat till utlandet för en period om minst sex månader för arbete, boende eller annan orsak.